# Maxime Bouet

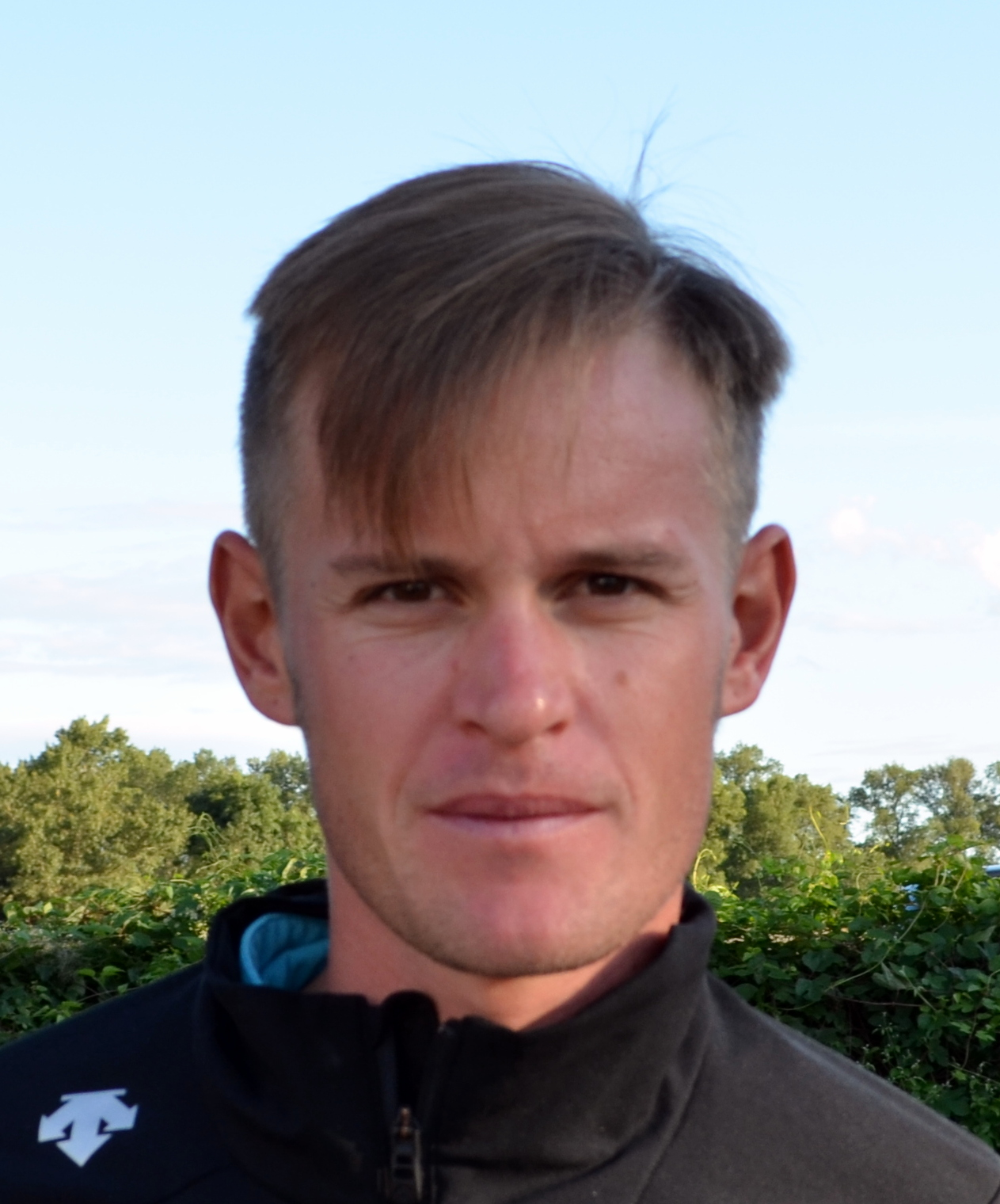
Maxime Bouet

Maxime Bouet (Belley, 3 de novembro de 1986) é um ciclista francês.